# Les Nuits de Bombay
 (décembre 2023).
Si vous disposez d'ouvrages ou d'articles de référence ou si vous connaissez des sites web de qualité traitant du thème abordé ici, merci de compléter l'article en donnant les références utiles à sa vérifiabilité et en les liant à la section « Notes et références ».
Les Nuits de Bombay (titre original : Night in Bombay) est un roman de Louis Bromfield paru aux États-Unis en 1940 puis traduit en français par Pierre-François Caillé et paru en France en 1944 aux éditions Stock.

## Résumé

### Chapitre 1
Le hasard veut que le directeur de la succursale de l'Amalgamated Oil en poste à Bombay soit parti chasser le tigre quand le fils du président de la société, Bill Wainwright, vient en tournée d'inspection en Inde. 

### Chapitre 2
Obligé de l'attendre, Bill s'installe à l'hôtel Taj Mahal, rendez-vous des riches oisifs étrangers. Interlopes, comme la Baronne, ou totalement désargentés, comme Mrs Trollope. 

### Chapitre 3
Il y retrouve son ex-épouse, Carol Halma, de retour d'un séjour mouvementé à Jellapore. Carol a dû s'enfuir de Jellapore, car sa présence importunait les femmes du maharadjah, enfermées dans le "purdah". Durant le long et éprouvant trajet en chemin de fer vers Bombay, Carol a rencontré un missionnaire, Homer Merrill, qui souffre d'horribles névralgies. Rien qu'en posant ses mains et en massant sa tête, elle lui a procuré un soulagement extraordinaire. Carol est quelque peu magicienne semble-t-il. Mais aussi, hélas, joueuse (bien que chanceuse) et alcoolique. 

### Chapitre 4
Bill, après avoir déchanté en la revoyant, se reprend à l'aimer dans le même temps que Carol est attirée par son ami... Qui n'est autre que Homer Merrill, dont la vocation est d'aider les Indiens à sortir de leur terrible pauvreté. 

### Chapitre 5
Épuisé de corps et d'esprit par sa vie austère, Merrill se rétablit auprès de Carol, en qui il découvre la compagne idéale. L'amour grandit entre eux sur fond de courses de chevaux, de gains et de pertes au jeu, et de cocktails au gin meurtriers... À travers lui, le colonel Moti et sa femme, une danseuse hindoue, Carol découvre peu à peu une Inde différente. 

### Chapitre 6
Tous n'accueillent pas avec faveur leur future union. Il s'en faudra de peu qu'un subtil jeu d'intrigues, alimenté par Mrs Trollope, par M. Botlivala, un prétendant à la main de Carol, par la Baronne, une ancienne "souteneuse" et la Marquise, une ancienne prostituée, donne une fin cruelle à ce roman sur l'Inde encore anglaise où s'amuse, s'agite et se compromet un monde cosmopolite évanoui.